# Sergei Wladimirowitsch Lipilin

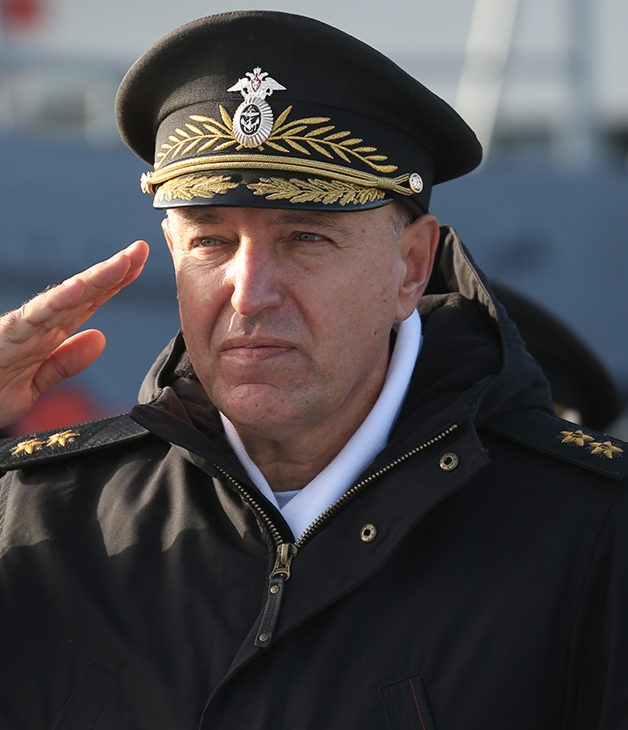
Sergei Lipilin (2021)

Sergei Wladimirowitsch Lipilin (russisch Сергей Владимирович Липилин; * 26. August 1965 in Nischneudinsk) ist ein russischer Vizeadmiral und Kommandeur der Baltischen Flotte.

## Leben
Lipilin absolvierte 1987 die Fakultät für Minen- und Torpedowaffen an der Pazifischen Offiziershochschule „S.O. Makarow“. Anschließend wurde er in der auf Kamtschatka dislozierten 173. Raketenschiffbrigade der Pazifikflotte eingesetzt. Er diente als Kommandeur einer Gruppe sowie als Gefechtsabschnittskommandeur Mine/Torpedo (GA-3) auf den Fregatten Retiwy, Rezkij und Razumny des Projekts 1135. Später war er Erster Offizier auf der Fregatte Letutschi. Ab 1995 fand er als Erster Offizier auf dem Lenkwaffenkreuzer Tscherwona Ukraina Verwendung. Als das Schiff Mitte der 1990er Jahre von Kamtschatka in die Region Primorje in den Bestand der 36. Überwasserschiffsdivision der Primorsker Flottille verlegt wurde, übernahm Lipilin verschiedene Kommando- und Stabsposten in dieser Division. Er war Stellvertreter des Stabschefs einer Einheit, Kommandant der Zerstörer Besbojasnenny und Bystry sowie des Kreuzers Warjag (ehemals Tscherwona Ukraina) und ab 2008 Stabschef der 36. Division. 2009 wurde er Kommandeur der 30. Überwasserschiffsdivision der Schwarzmeerflotte. Er absolvierte 2012 die Seekriegsakademie N. G. Kusnezow und später die Militärakademie des Generalstabes, beide mit „rotem Diplom“. 
Auf Präsidentenerlass Nr. 1133 vom 8. August 2012 sowie Befehl des Verteidigungsministeriums der Russischen Föderation vom 9. September 2012 fand er als Stabschef und erster Stellvertreter des Kommandeurs der Gruppe der nordöstlichen Truppen und Streitkräfte Russlands Verwendung. 2014 führte er eine Schiffsgruppe der Pazifikflotte beim russisch-chinesischen Manöver „Friedensmission 2014“ an. Im Oktober 2014 wurde er als Kommandeur der Gruppe der nordöstlichen Truppen und Streitkräfte Russlands eingesetzt. Am 11. Juni 2015 erfolgte seine Ernennung zum Konteradmiral. Am 29. Januar 2018 wurde Lipilin durch Präsident Putin zum Stellvertreter des Kommandeurs der Schwarzmeerflotte ernannt. Per Dekret Nr. 54 des Präsidenten der Russischen Föderation vom 22. Februar 2019 wurde Lipilin zum Vizeadmiral ernannt. Vom 15. März 2021 bis Juli 2024 war er Stabschef und Erster Stellvertreter des Kommandeurs der Baltischen Flotte. Am 8. Juli 2024 wurde er als Kommandeur der Baltischen Flotte eingesetzt.
Wegen des Einmarsches Russlands in die Ukraine wurde er am 15. Januar 2023 auf die Sanktionsliste des Landes gesetzt.

## Auszeichnungen
- Verdienstorden für das Vaterland (2023)
- Orden für Militärische Verdienste[6]

- weitere Medaillen